# Manco Cápac
Manco Cápac (en quítxua: Manqu Qhapaq), també conegut com a Manco Inca o Ayar Manco, fou, segons alguns historiadors, el fundador i primer sobirà mític de l'Imperi Inca a Cusco, probablement a principis del segle xiii. Considerat com a descendent del Sol, segons la llegenda, sorgí al món del llac Titicaca, juntament amb el seus germans. Es casà amb la seva germana Mama Ocllo i foren la primera parella de pobladors sagrats de la terra 
Els dos germans es van unir en matrimoni: obriren d'aquesta manera el ritual dels matrimonis de l'Inca amb la seva germana; Manco Cápac es va dedicar a fecundar la terra amb un bastó d'or que el déu Tiqsi Huiracocha li havia donat, i fent créixer les noves plantes, anava creant beneficis per als mortals, per a qui també anava donant forma als rius i rierols, feia créixer arbres i pastures i construïa rics habitatges en els quals poguessin viure. Mama Ocllo es dedicava a ensenyar a les dones les arts i indústries que els permetessin treure tot el profit possible a les riqueses que el seu germà produïa; així, fent prodigis, la parella va arribar fins a un lloc en el qual el bastó màgic va assenyalar el centre de l'imperi, la futura ciutat del Cusco.
Malgrat tot, hi ha diferents versions de l'arribada al món del primer inca: una d'elles, en la qual es barreja el relat de Manco Cápac i Mama Ocllo amb el dels germans Ayar, fa que l'inca aparegui juntament amb uns altres tres éssers ben diferents.